# メーベル・ノーマンド
メーベル・ノーマンド（Mabel Normand, 本名：Mabel Ethelreid Normand、1892年11月10日 - 1930年2月23日）は、アメリカ合衆国の女優、映画監督。1910年代のサイレント映画全盛期を代表するコメディエンヌ。

## 略歴

### 出生から全盛期まで
ニューヨーク州のスタテン島（現・ニューヨーク市）で生まれる。ノーマンドは10代のとき、映画界に進出する1911年まで画家のモデルとして働いた。映画のエキストラ出演を経た後、バイオグラフ・カンパニー（Biograph Company）に入社して本格的にキャリアをスタートさせた。
当初は水着を着た女性を演じるなど、後のイメージとはかけ離れたものだったが、コメディの素質を見出されると、コメディエンヌとして仕事をこなすようになった。その間、スラップスティック・コメディの創始者とも言われるマック・セネットに出会った。セネットがキーストン・スタジオ社に移るのと同時に、ノーマンドも移籍。キーストンでは短編コメディ映画に多数出演した。
1913年、まだ20歳のときに『Foiling Fickle Father』で初めて監督を務めた。この頃は主演も主だったが、ロスコー・アーバックル主演作品のヒロインも務めるなどした。1914年の『メーベルの窮境』（Mabel's Strange Predicament）では映画デビューして間もないチャーリー・チャップリンと初共演した。その後、ノーマンドはアーバックルと仕事を共にするようになり、キーストン社の大スターに育った。コメディエンヌとして頂点に登りつめた時期である。

### 事件と転落
セネットを追うようにキーストン社に移籍したノーマンドであるが、当時セネットと恋人関係にあったとされている。しかし、キーストンを辞める数年前には破局を迎えたとされる。1918年、ゴールドウィン・ピクチャーズ（後のメトロ・ゴールドウィン・メイヤー）と契約し、カリフォルニア州カルバーシティーにスタジオを設立した。いくつかの長編映画の主演を務めたが、この時期は精神が不安定になり、度重なる情事やアルコール依存症、そしてコカイン中毒などで激痩せするなど、徐々にノーマンドのキャリアもが不安定になっていく。その際読書に目覚め、夢中になったという。
1920年代始め、映画監督のウィリアム・デズモンド・テイラーが自宅で殺害される事件が起こった。当時、ノーマンドとテイラーは親密な関係にあったとされ、事件当日も2人は一緒だった。ノーマンドがテイラーから本を借り彼の自宅を出た直後、事件は起こったとされる。ノーマンドは重要参考人として取調べを受けたというが、結局、犯人が逮捕されることなく事件は迷宮入りになった。また、ノーマンドは精神が不安定になっていたためコカインの常習者であることが発覚し、それらのすべてがメディアによって報道された。当時はロスコー・アーバックルの醜聞（アーバックルの項に詳しい）によってメディアや世間によるハリウッドへの風当たりが非常に厳しかった時期である。2年後の1924年、それまでの間は2本の長編に出演するだけだったが、今度はお抱えの運転手の男が交際相手の富豪を銃撃するという事件が起こった（相手は一命を取り留めた）。だがこの事件によりイメージの悪化が決定的になり、女優生命はほとんど絶たれてしまう。1926年にハル・ローチ・スタジオ社で映画復帰するが興行成績は芳しくなく、同年に旧知の俳優であるルー・コーディと結婚。ノーマンドはハリウッドの第一線から完全に退いた。
1923年に結核を患う。療養の甲斐なく1930年2月23日カリフォルニア州モンロビアで死去。37歳だった。

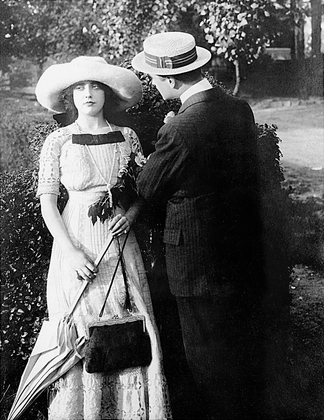
Her Awakening (1911)
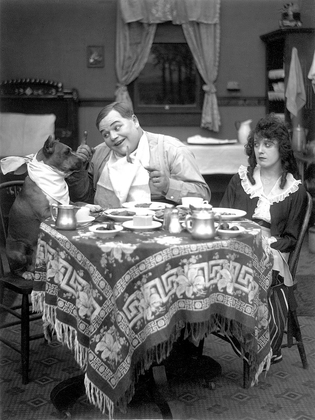
Fatty and Mabel Adrift (1916)
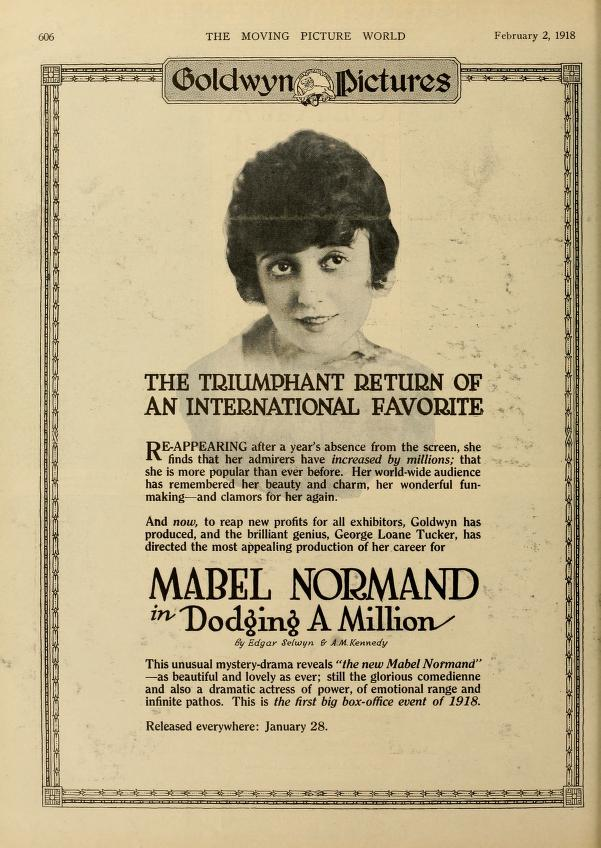
Dodging a Million (1916)
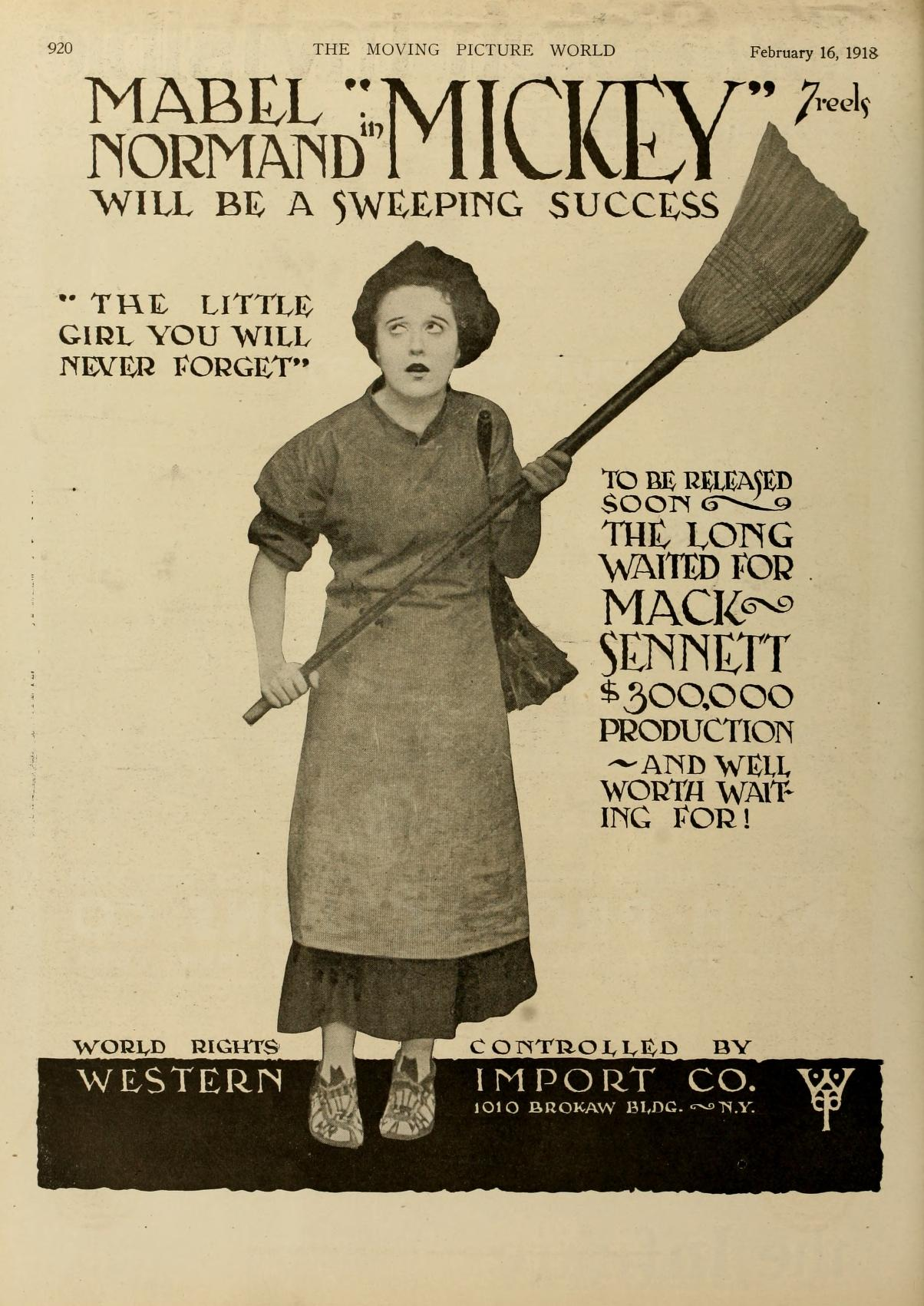
Mickey (1916)
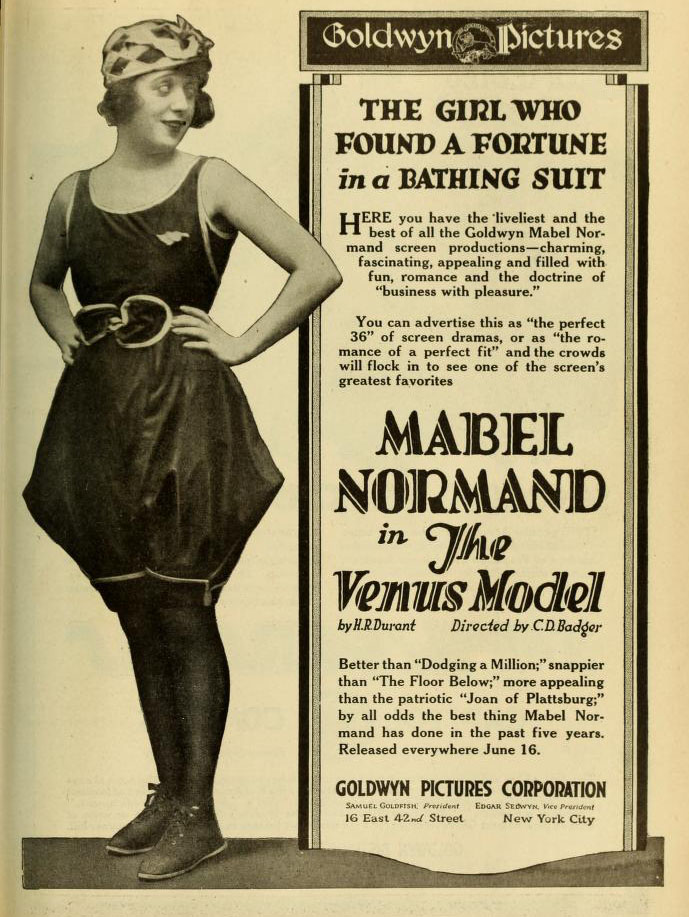
The Venus Model (1918)
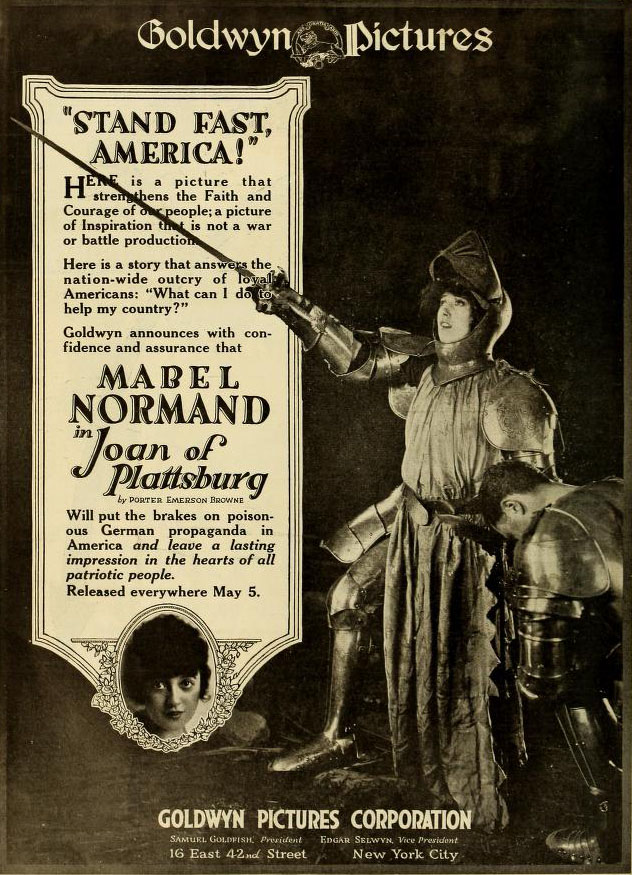
Joan of Plattsburg (1918)
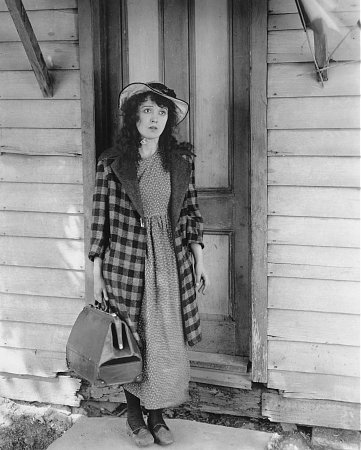
Peck's Bad Girl (1918)
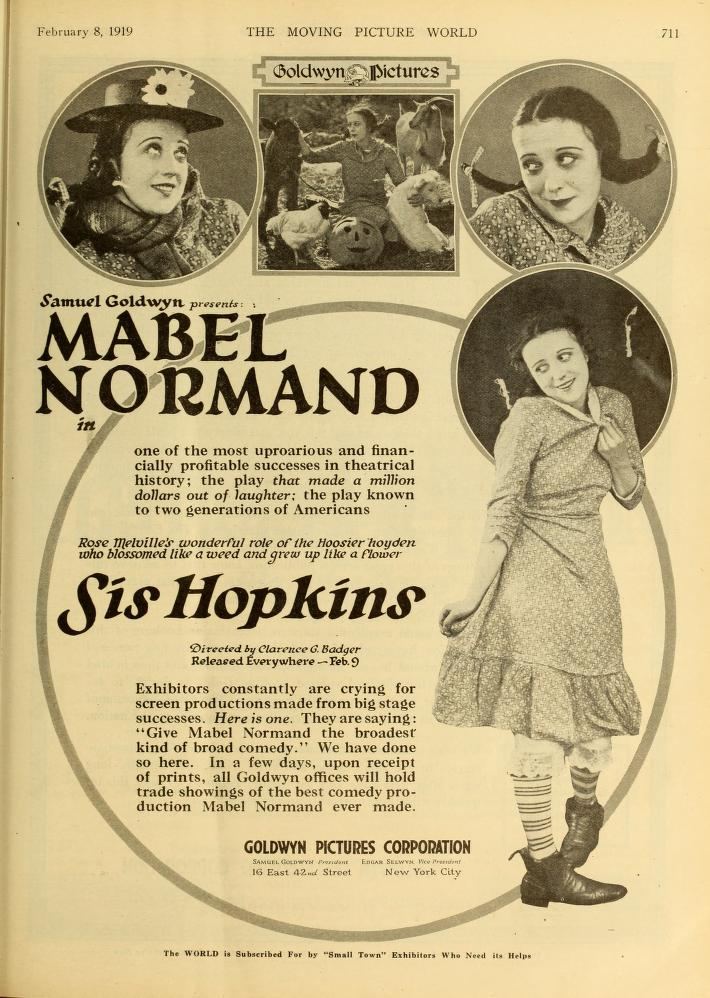
Sis Hopkins (1919)
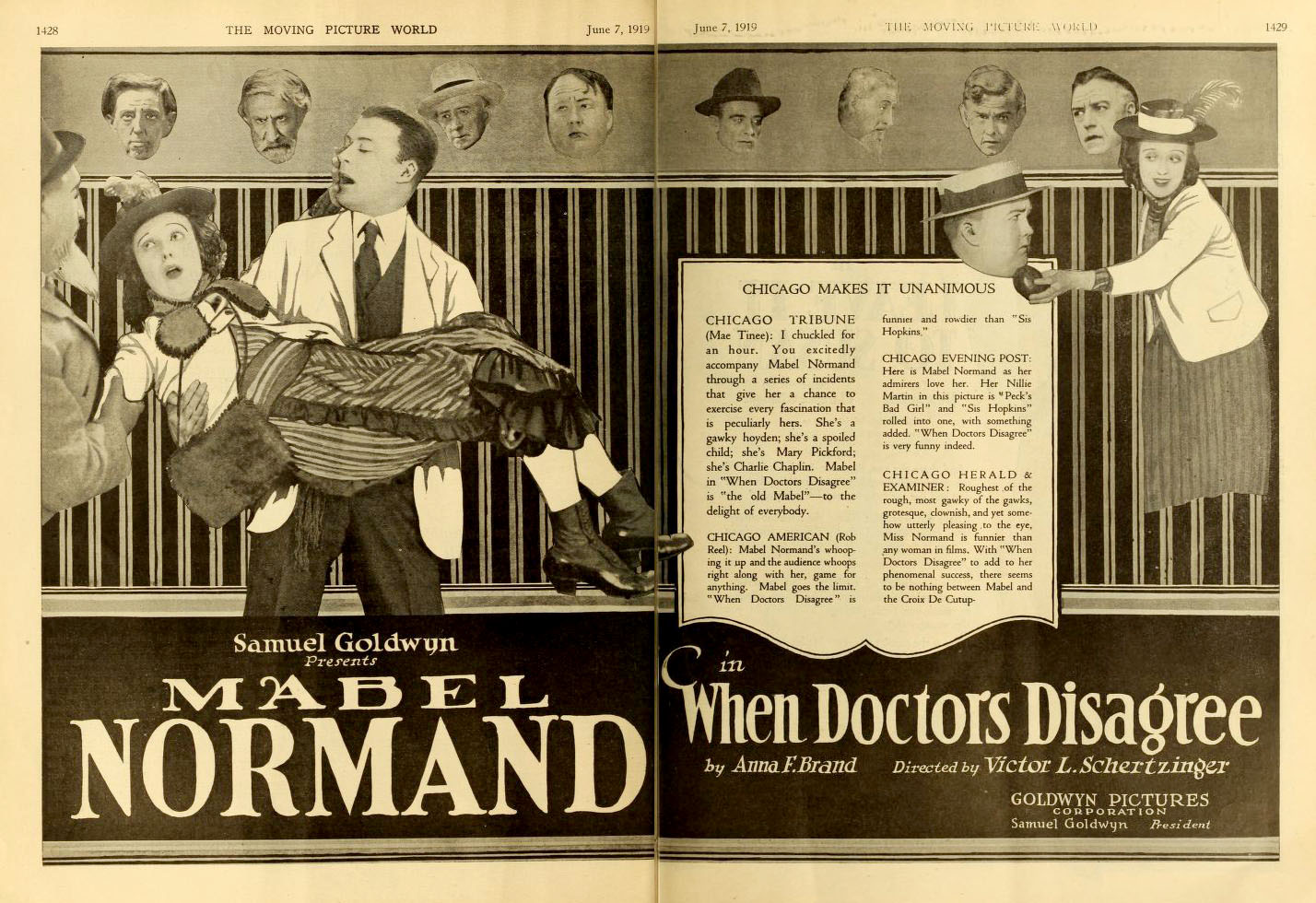
When Doctors Disagree (1919)

## 備考
- 現在、日本では国内で流通しているチャップリン作品の中でノーマンドの姿を見ることができる。
- 日本公開当時はチャップリンが「アルコール先生」と呼ばれていたのと同様に、「ハネ子」というニックネームがあった。由来は帽子に付けていた大きな羽。

## 主な作品
監督も務めた作品は「※」で記す。
- メーベルの誤解（英語版）(1913)[1]
- メーベルの劇的な半生（英語版） (1913)[2]
- メーベルの窮境（犬の為め） Mabel's Strange Predicament (1914)
- 新米活動屋（活動狂） A Film Johnnie (1914)
- メーベルの身替り運転　Mabel at the Wheel (1914) ※監督（マック・セネットと共同）
- チャップリンの総理大臣（キャバレエ御難の巻） Caught in a Cabaret (1914) ※監督
- 衝突（運命の木槌） The Fatal Mallet (1914)
- 彼女の友人である追いはぎ（メーベルの悪友） Her Friend the Bandit (1914) ※監督（チャップリンと共同）
- メーベルの多忙な一日 Mabel's Busy Day (1914) ※監督
- メーベルの結婚生活 Mabel's Married Life (1914)
- アルコール自動車競争の巻（鉄面皮な紳士） Gentlemen of Nerve (1914)
- 逢引きの場所（他人の外套） His Trysting Place (1914)
- 醜女の深情け Tillie's Punctured Romance (1914)
- 夫婦交換騒動（メーベルとチャップリン） Getting Acquainted (1914)
- メーベルのわがまま（英語版） (1915)[3] ※監督（マック・セネットと共同）
- デブと海嘯（デブ君の漂流）（英語版） (1916)[4]
- デブ君の焼餅（英語版） (1916)[5]
- ミッキー（英語版）(1918)[6]
- モリー・オー（英語版） (1921)[7]
- スザンナ（英語版）(1923)[8]
- 臨時雇の娘（英語版） (1923)[9]
- Raggedy Rose(1926)[10]

## 関連書籍
- サイレント・コメディ全史（新野敏也著、1992年、喜劇映画研究会 ISBN 978-4906409013）
- ハリウッド・バビロン（ケネス・アンガー著、明石三世訳、2011年、パルコ出版、ISBN 978-4891948818）
- 〈喜劇映画〉を発明した男　帝王マック・セネット、自らを語る（マック・セネット著、石野たき子訳／新野敏也監訳、2014年、作品社 ISBN 978-4861824722）